# Antonín Arnošt Mitrovský
Antonín Arnošt hrabě Mitrovský z Nemyšle (německy Anton Ernst Graf Mittrowsky von Mittrowitz und Nemyschl, 16. června 1735, Banská Štiavnica – 30. listopadu 1813, Brno) byl moravský šlechtic ze starého šlechtického rodu Mitrovských z Nemyšle. V roce 1767 byl povýšen do hraběcího stavu. Působil v císařské armádě, kde dosáhl hodnosti generálmajora, po zranění odešel do výslužby a usadil se v Brně, kde patřil k významným osobnostem osvícenství. V Brně nechal postavit letohrádek Mitrovských.

## Životopis

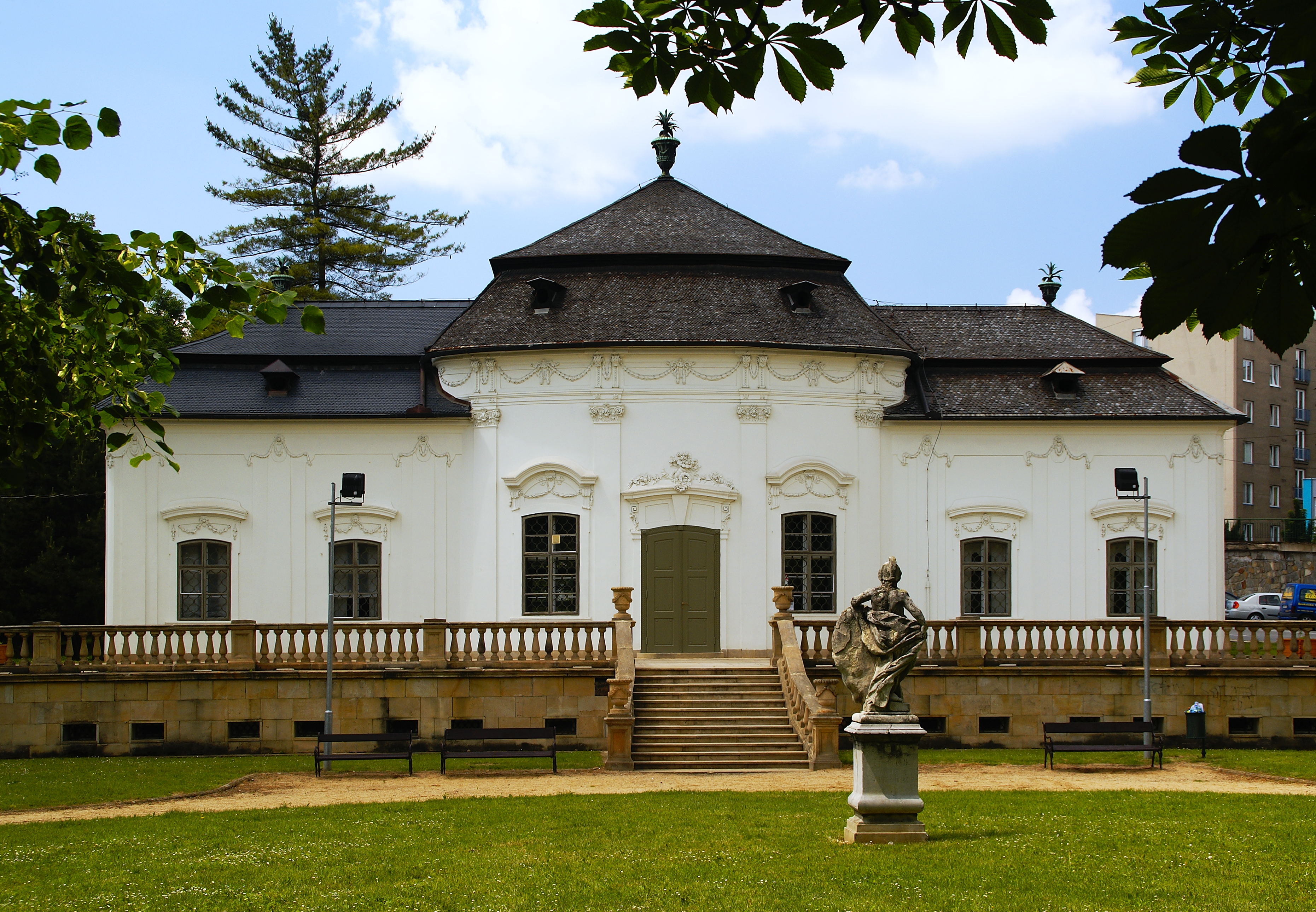
Letohrádek Mitrovských v Brně

Pocházel ze starého šlechtického rodu Mitrovských z Nemyšle, patřil k tzv. uherské větvi. Narodil se jako druhorozený syn Jana Nepomuka Mitrovského (1704–1760), který působil jako státní úředník v Uhrách, proto se Antonín Arnošt narodil v Banské Štiavnici. Od mládí sloužil v armádě, zúčastnil se sedmileté války a po jejím skončení dosáhl hodnosti podplukovníka (1764), v roce 1766 byl jmenován císařským komořím. V roce 1773 byl povýšen na plukovníka a již v roce 1775 dosáhl hodnosti generálmajora.
Po zranění v roce 1778 se trvale usadil v Brně, kde patřil k významným osobnostem osvícenské společnosti na Moravě, byl mecenášem školství a umění. Aktivity v různých směrech podporoval spolu se svým starším bratrem Josefem Antonínem a nevlastním strýcem Janem Křtitelem. Spolu s dalšími příbuznými byl v roce 1767 povýšen do hraběcího stavu. Nejvýznamnější památku po sobě zanechal v podobě letohrádku Mitrovských, postaveného v roce 1779. Tato stavba v podobě venkovského zámečku v té době mimo Brno patří k vrcholům barokní architektury na Moravě druhé poloviny 18. století. Letohrádek Mitrovských (označovaný též jako zahradní kasino Mitrovských) měl zřetelnou inspiraci v zámečku Neuwaldegg (dnes součást Vídně) polního maršála Lacyho, který byl Mitrovského přítelem.
Zemřel svobodný a bez potomstva, letohrádek Mitrovských přešel již v 19. století do majetku města Brna.
Jeho starší bratr Josef Antonín (1733–1808) sloužil v armádě a jako polní zbrojmistr byl vrchním velitelem v Sedmihradsku. Spolu s dalšími příbuznými z rodu Mitrovských patřil k významným osobnostem moravského osvícenství.